# Stefanie von Siebenthal
Stefanie „Steffi” von Siebenthal (ur. 8 listopada 1977 w Saanen) – szwajcarska snowboardzistka. Jej najlepszym wynikiem na mistrzostwach świata jest 9. miejsce w gigancie równoległym na mistrzostwach w Madonna di Campiglio. Jej najlepszym wynikiem olimpijskim jest 13. miejsce w gigancie równoległym na igrzyskach w Salt Lake City. Najlepsze wyniki w Pucharze Świata osiągnęła w sezonie 2001/2002, kiedy to zdobyła małą kryształową kulę w klasyfikacji giganta.
W 2002 r. zakończyła karierę.

## Sukcesy

### Igrzyska olimpijskie
| Miejsce | Dzień     | Rok  | Miejscowość    | Konkurencja       | Zwycięzca      |
| ------- | --------- | ---- | -------------- | ----------------- | -------------- |
| DNF     | 9 lutego  | 1998 | Nagano         | Gigant            | Karine Ruby    |
| 13.     | 15 lutego | 2002 | Salt Lake City | Gigant równoległy | Isabelle Blanc |

### Mistrzostwa Świata
| Miejsce | Dzień       | Rok  | Miejscowość          | Konkurencja       | Zwycięzca      |
| ------- | ----------- | ---- | -------------------- | ----------------- | -------------- |
| 29.     | 21 stycznia | 1997 | San Candido          | Gigant            | Sondra van Ert |
| 9.      | 24 stycznia | 2001 | Madonna di Campiglio | Gigant równoległy | Ursula Bruhin  |
| 12.     | 26 stycznia | 2001 | Madonna di Campiglio | Slalom równoległy | Karine Ruby    |

### Puchar Świata

#### Miejsca w klasyfikacji generalnej
- 1996/1997 - 127.
- 1997/1998 - 56.
- 2000/2001 - 45.
- 2001/2002 - -

#### Miejsca na podium
1. Grächen – 9 stycznia 1998 (gigant) - 3. miejsce
2. Lienz – 13 stycznia 1998 (gigant) - 2. miejsce
3. Sapporo – 17 lutego 2001 (gigant równoległy) - 1. miejsce
4. Park City – 4 marca 2001 (gigant równoległy) - 1. miejsce
5. Valle Nevado – 8 września 2001 (gigant równoległy) - 1. miejsce
6. Valle Nevado – 9 września 2001 (slalom równoległy) - 2. miejsce
7. Ischgl – 2 grudnia 2001 (gigant równoległy) - 2. miejsce